# Tajemná lípa
Tajemná lípa, také známa jako Lípa v Jablonečku či Krupská lípa, je jedna z nejmohutnějších lip malolistých České republiky. Tento památný strom roste ve velmi odlehlé oblasti na území vojenského újezdu Ralsko.

## Základní údaje
- název: Tajemná lípa[2], Lípa v Jablonečku[1], Krupská lípa[3]
- výška: 30 m[1], 22 m[2], 15 m (2001)[3], 17 m (2002)[3]
- obvod: 852 cm[1], 853 cm (2001)[3], 856 cm (2002)[2], 857 cm (2002)[3]
- věk: 350 let (2002)[2]
- zdravotní stav: 4 (2002)[3]
- sanace: ano

Strom roste v bývalém vojenském újezdu, kde je dovoleno pohybovat se pouze po lesních cestách. 1 kilometr severozápadně vede cyklotrasa. Lípu najdeme ve zřícenině Krupského dvora, tedy asi 900 metrů jižně od bývalého Židlova a 1400 metrů západně od zříceniny Šlapka.

## Stav stromu a údržba
Mohutný dutý kmen porůstá mech, o původní korunu lípa přišla, sekundární vznikla ve výšce 4 metrů a tvoří ji pětice živých větví. Obvodem kmene jde zhruba o čtvrtou největší lípu malolistou na území České republiky.
Strom je ošetřený, hlavní větve sníženy a vyvázány, u řezu obráží. 14. února 2002 byly v rámci projektu Záchrana genofondu památných stromů odebrány rouby.

## Památné a významné stromy v okolí
- Lípy u Mukařova
- Lípa V Lánech (u cesty z Dolní Krupé na Radechov)
- Krupské lípy (11 lip u fary)